# Louis Philippe Robert d’Orléans, duc d’Orléans

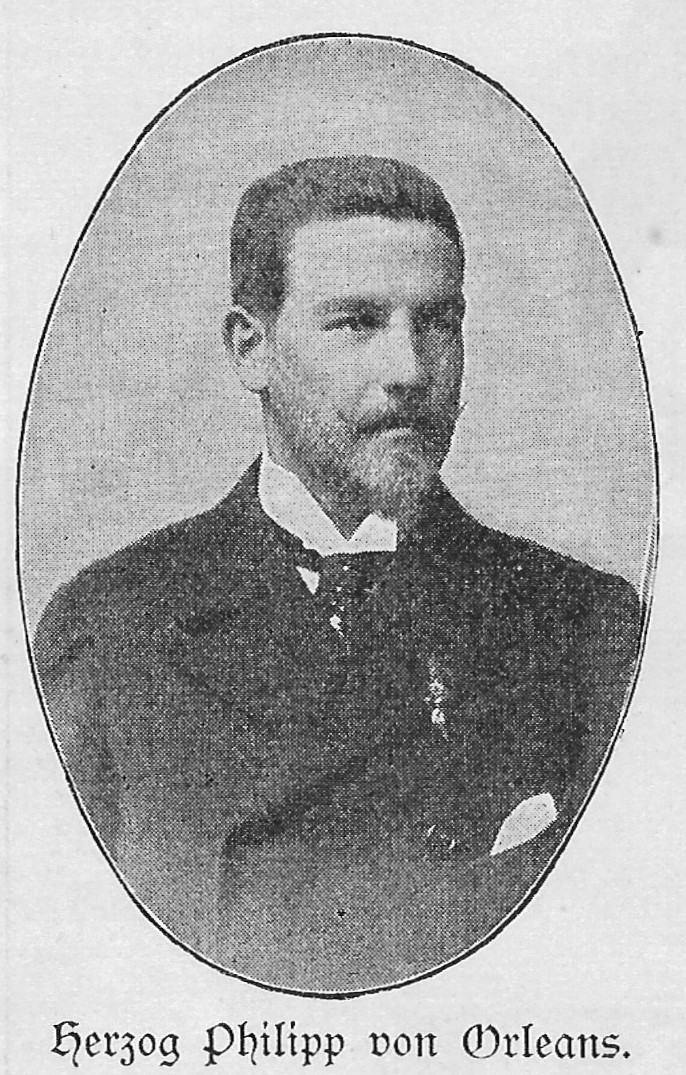
Herzog Philipp von Orleans (1869–1926)

Louis Philippe Robert d’Orléans, duc d’Orléans (Rufname: Philippe) (* 6. Februar 1869 in Twickenham; † 28. März 1926 in Palermo) war ein französischer Thronprätendent und Oberhaupt des Hauses Orléans. Er wurde auch als Forschungsreisender bekannt.

## Leben
Louis Philippe Robert d’Orléans war der Sohn von Louis Philippe Albert d’Orléans, comte de Paris und seiner Frau Maria Isabella d’Orléans-Montpensier und Urenkel des letzten französischen Königs Louis-Philippe. Zur Zeit seiner Geburt galt in Frankreich das Gesetz vom 26. Mai 1848 (Loi d'Exil), das die Mitglieder des Hauses Orléans aus Frankreich verbannte. Geboren wurde er im York House (Twickenham) im damaligen Londoner Vorort Twickenham, das 1864 zwei Direktoren des Bankhauses Coutts & Co für seinen Vater erworben hatten. Nach dem Ende des Kaiserreichs Napoleon III. wurde das Exil-Gesetz am 8. Juni 1871 aufgehoben, worauf Philippe mit seinen Eltern nach Frankreich ausreiste.
Nach dem Tod Henri d’Artois’, des Thronprätendenten der Legitimisten und letzten Vertreters der von Ludwig XIV. abstammenden französischen Hauptlinie der Bourbonen, wurde sein Vater 1883 zum fast unumstrittenen französischen Thronprätendenten, der auch den Großteil der Legitimisten hinter sich versammeln konnte. 1886 wurde die Familie allerdings erneut verbannt; in der Folge eines als antirepublikanisch angesehenen Festes der Familie Orléans erließ die Regierung Freycinet am 23. Juni 1886 ein Verbannungsgesetz. In England absolvierte er die Militärakademie in Sandhurst und diente als Unterleutnant in der englischen Kolonialarmee.

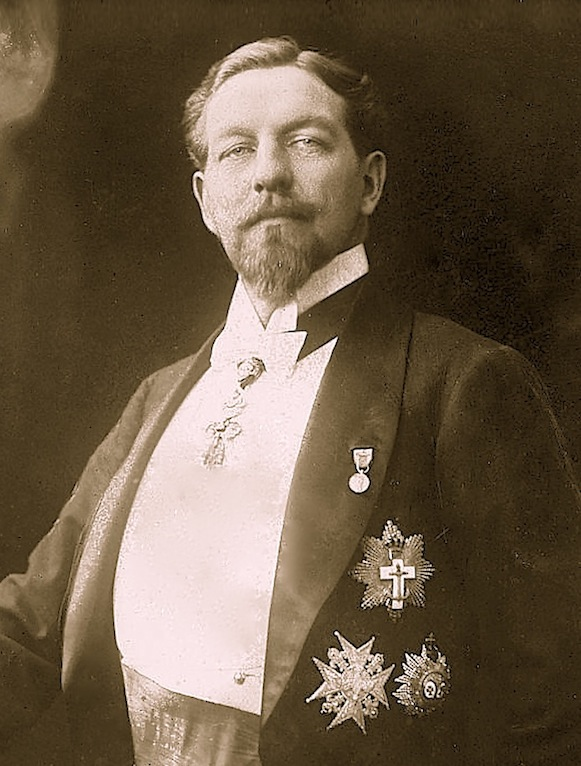
Louis Philippe Robert d’Orléans, duc d’Orléans

1890 reiste er illegal nach Frankreich zurück, um dort seinen Militärdienst abzuleisten. Er wurde verhaftet und in der Conciergerie inhaftiert. Dort spielte sich eine Episode ab, die ihm einen lebenslangen Spitznamen eintragen sollte: Prince Gamelle. Die Presse hatte sich nämlich über die üppige Verpflegung moniert, die Freunde Philippes diesem zukommen ließen. Philippe sagte dazu, er habe nie etwas anderes verlangt als den Napf des Soldaten („ne demande que la gamelle du soldat“). Auch wenn er wohl nie aus diesem Napf aß, wurde der Ausspruch berühmt. Am 12. Februar wurde er vor Gericht gestellt und zu einer zweijährigen Haftstrafe verurteilt, die er im Gefängnis von Clairvaux verbüßen sollte. Nach einem halben Jahr begnadigte ihn Präsident Carnot mit der Begründung, „dass die Lächerlichkeit lange genug gedauert hatte“ („jugea[i]t que le ridicule avait assez duré“). Philippe wurde erneut und nun endgültig ausgewiesen.
Sein Vater, der Comte de Paris, starb 1894 und Philippe trat sein Erbe an – sowohl was das Vermögen der Familie betraf als auch die Position als Oberhaupt des Hauses Orléans und als Prätendent von dessen Thronansprüchen unter dem Prätentionstitel Philipp VIII. Aus dynastischen Gründen heiratete er am 5. November 1896 in Wien die Erzherzogin Maria Dorothea von Österreich (* 14. Juni 1867; † 6. April 1932), eine Urenkelin des Kaisers Leopold II. von Österreich. Diese Ehe blieb allerdings kinderlos. Der Graf von Paris erwarb sein Geburtshaus, York House in Twickenham, 1896 zurück und bewohnte es mit seiner Frau bis 1906. Das Ehepaar verbrachte seine Urlaube meist in Sizilien, wo Philippe den einstigen Exilsitz seines Urgroßvaters, König Louis-Philippe, geerbt hatte, den Palazzo d'Orléans in Palermo. Dort empfingen sie zahlreiche Besucher, unter anderem Kaiser Wilhelm II. und Kaiserin Auguste Viktoria. Sie besuchten mit ihrer Segelyacht Maroussia ab 1897 mehrere Jahre lang verschiedene Länder rund ums Mittelmeer. Das kinderlose Ehepaar entfremdete sich jedoch zunehmend und Maria Dorothea verbrachte immer mehr Zeit bei ihrer Familie auf Schloss Alcsút in Ungarn.
1906 verkaufte Philippe das York House und erwarb den Herrensitz Wood Norton Hall bei Evesham, Worcestershire, und verlegte seine umfangreiche Sammlung von Trophäen und ausgestopften Tieren dorthin; er begab sich dann auf zahlreiche Expeditionsreisen. Nach seiner Rückkehr 1913 zog er nach Belgien, wo er das Château de Putdael in Woluwe-Saint-Pierre bei Brüssel zunächst mietete und später erwarb; er benannte es in Manoir d’Anjou um und baute einen großen Flügel für seine Sammlung an. Es vererbte es nach seinem Tod seinem Neffen und Nachfolger Jean d’Orléans, duc de Guise, dessen Sohn Henri d’Orléans, Graf von Paris es 1938 mit seinen Geschwistern verkaufte.
Ende des 19. Jahrhunderts erschütterte die Dreyfus-Affäre Frankreich. Der zutiefst konservative Herzog von Orléans reihte sich ab 1898 in die Riege der überzeugten Anti-Dreyfusards ein und entfremdete sich damit weiter von der liberalen öffentlichen Meinung. Etwa zur gleichen Zeit gründete der Prinz die Jeunesse royaliste. In diesem aufgeheizten Klima glaubte der Prinz kurzzeitig, den Thron besteigen zu können, als Paul Déroulède während der Beerdigung des Staatspräsidenten Félix Faure im Jahr 1899 einen Putschversuch organisierte. Die Hoffnungen des Anwärters wurden jedoch schnell enttäuscht und seine politischen Interventionen blieben ungehört. Sein Widerstand gegen die Verabschiedung des Kongregationsgesetzes von 1901 blieb ohne Folgen.
Während des Ersten Weltkriegs wurde die bereits stark zerrüttete Ehe Philipps mit Maria Dorothea weiter belastet, weil seine Ehefrau – und nach Ansicht der Royalisten die rechtmäßige französische Königin – weiterhin in Österreich-Ungarn, also beim Feind, lebte. Dies führte nach dem Krieg zur Trennung. Bereits im August 1914, unmittelbar nach der Kriegserklärung, hatte Philippe dem österreichischen Kaiser Franz Joseph die Insignien seines Ordens vom Goldenen Vlies zurückgeschickt. Seinem Wunsch, auf Seiten der Entente zu kämpfen, wurde jedoch von keinem der Verbündeten entsprochen. Während der Kriegsjahre kehrte er nach England zurück, danach lebte er erneut in Belgien und nahm seine Reisen wieder auf.
Seine letzte Lebenszeit verbrachte er in Palermo, wo er 1926 starb. Begraben ist er, wie der Großteil der Familie, in der Chapelle royale de Dreux.

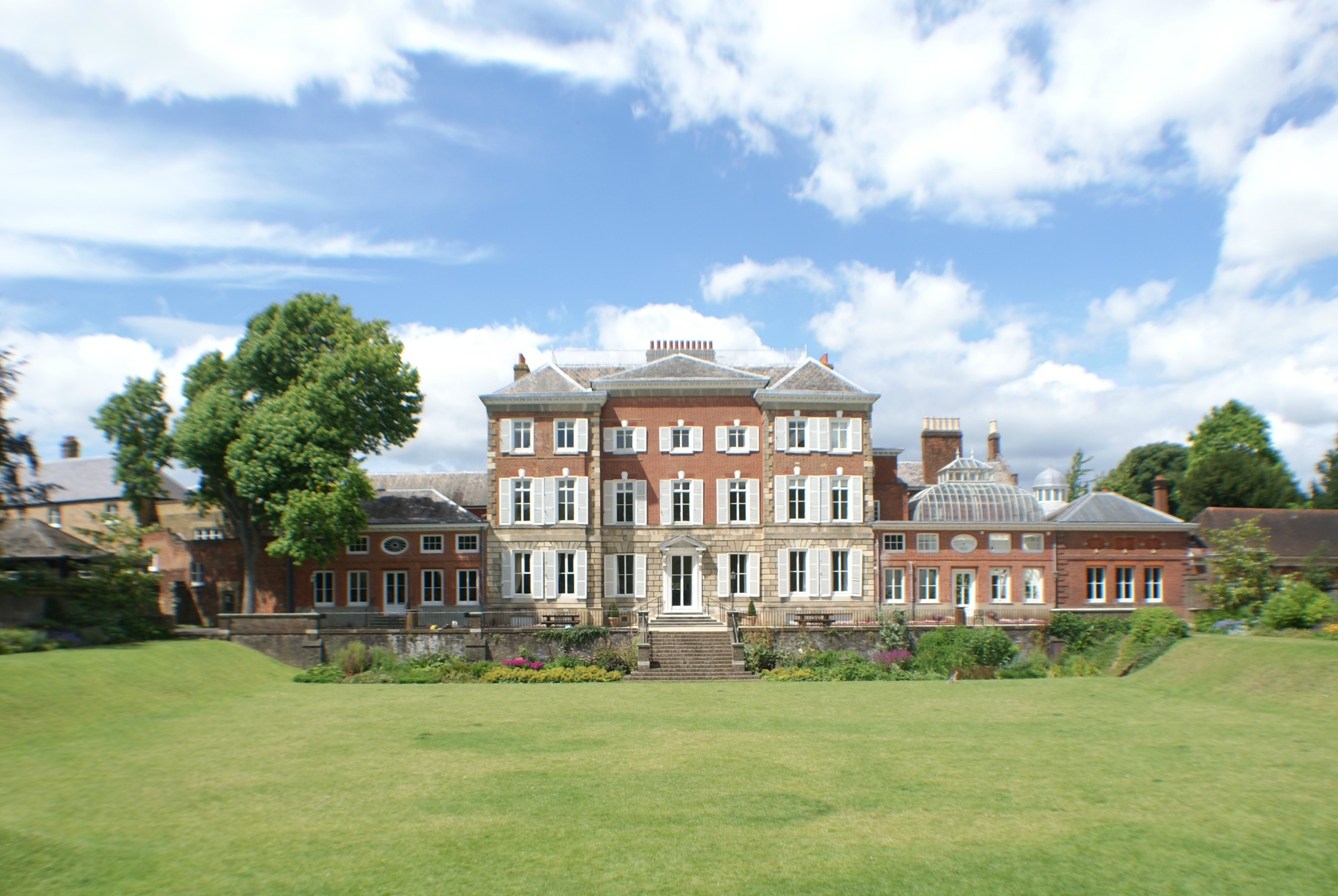
York House, Twickenham
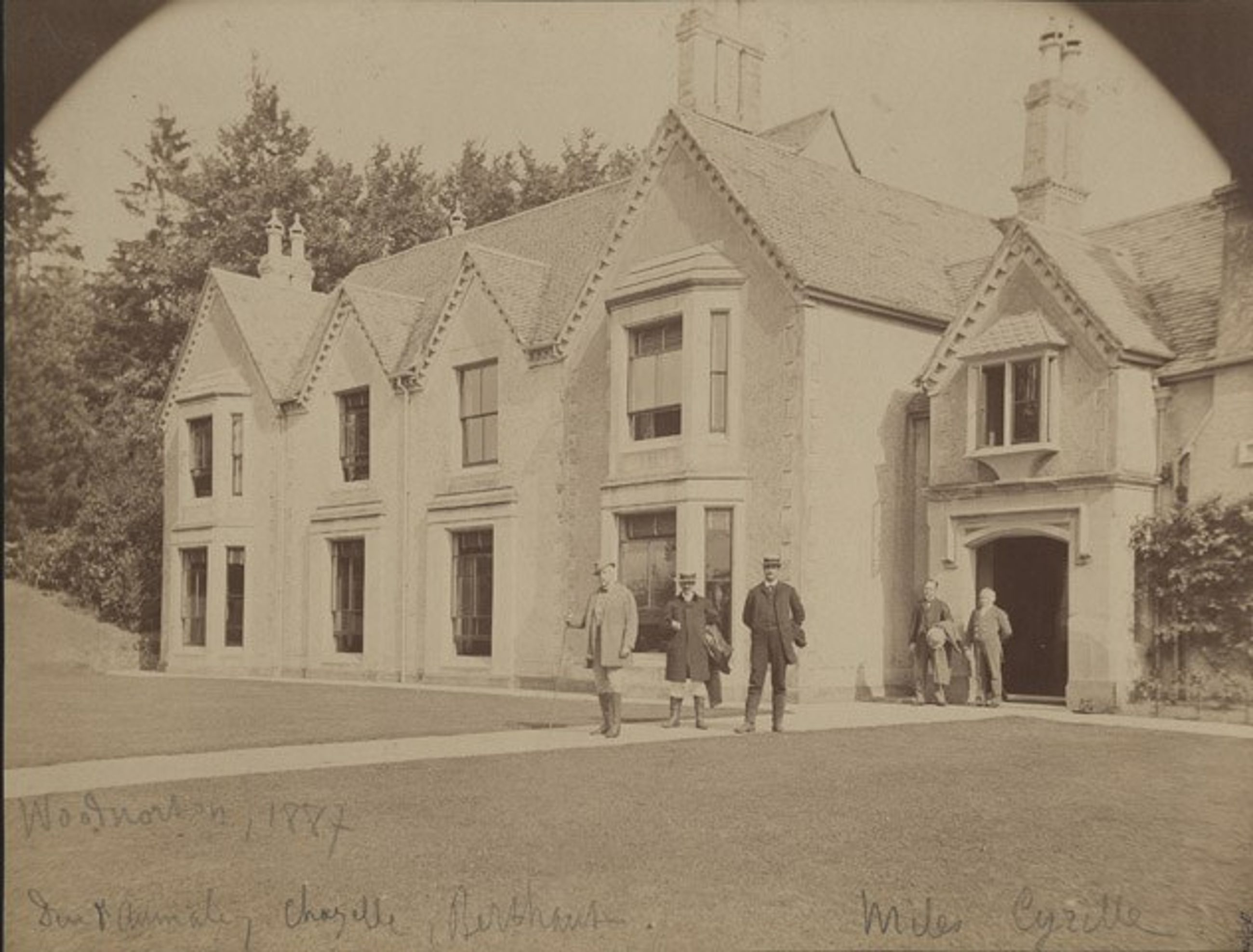
Wood Norton Hall, Worcestershire
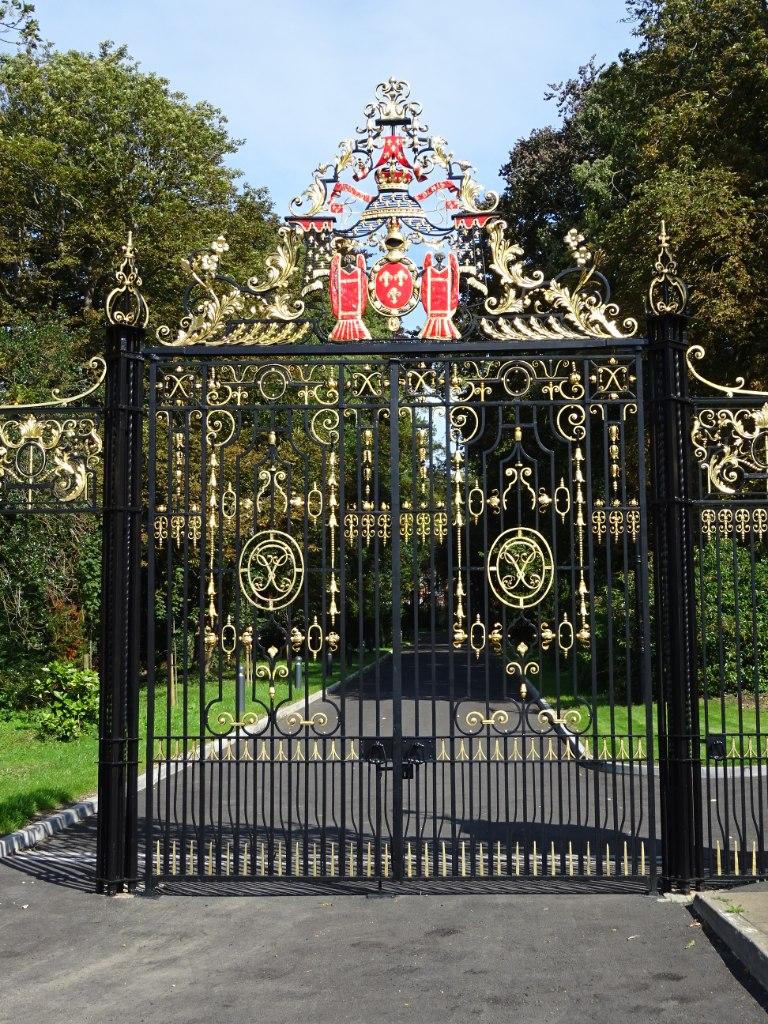
Eingangstor von York House, dann nach Wood Norton verlegt
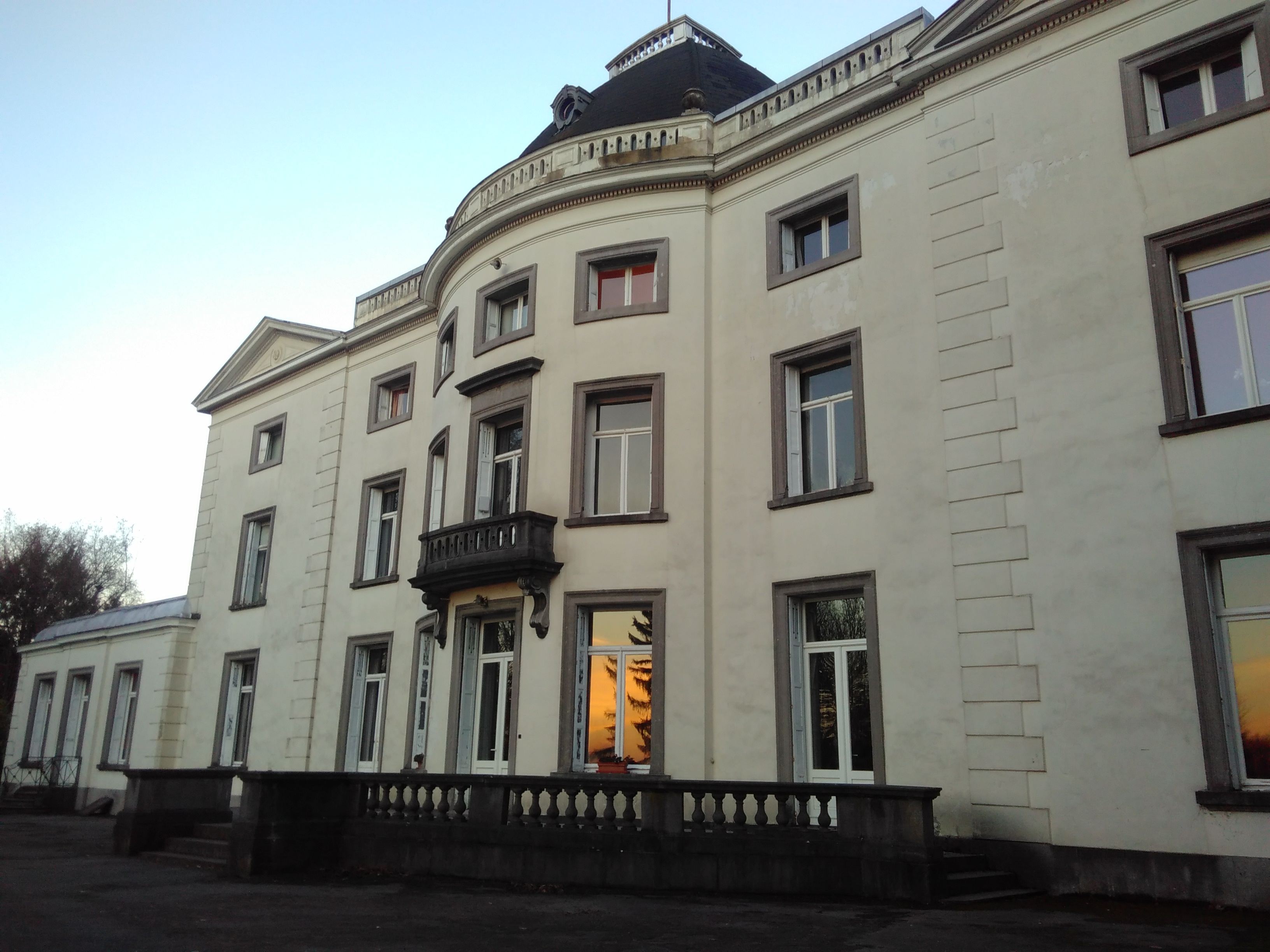
Manoir d'Anjou, Putdael, Belgien
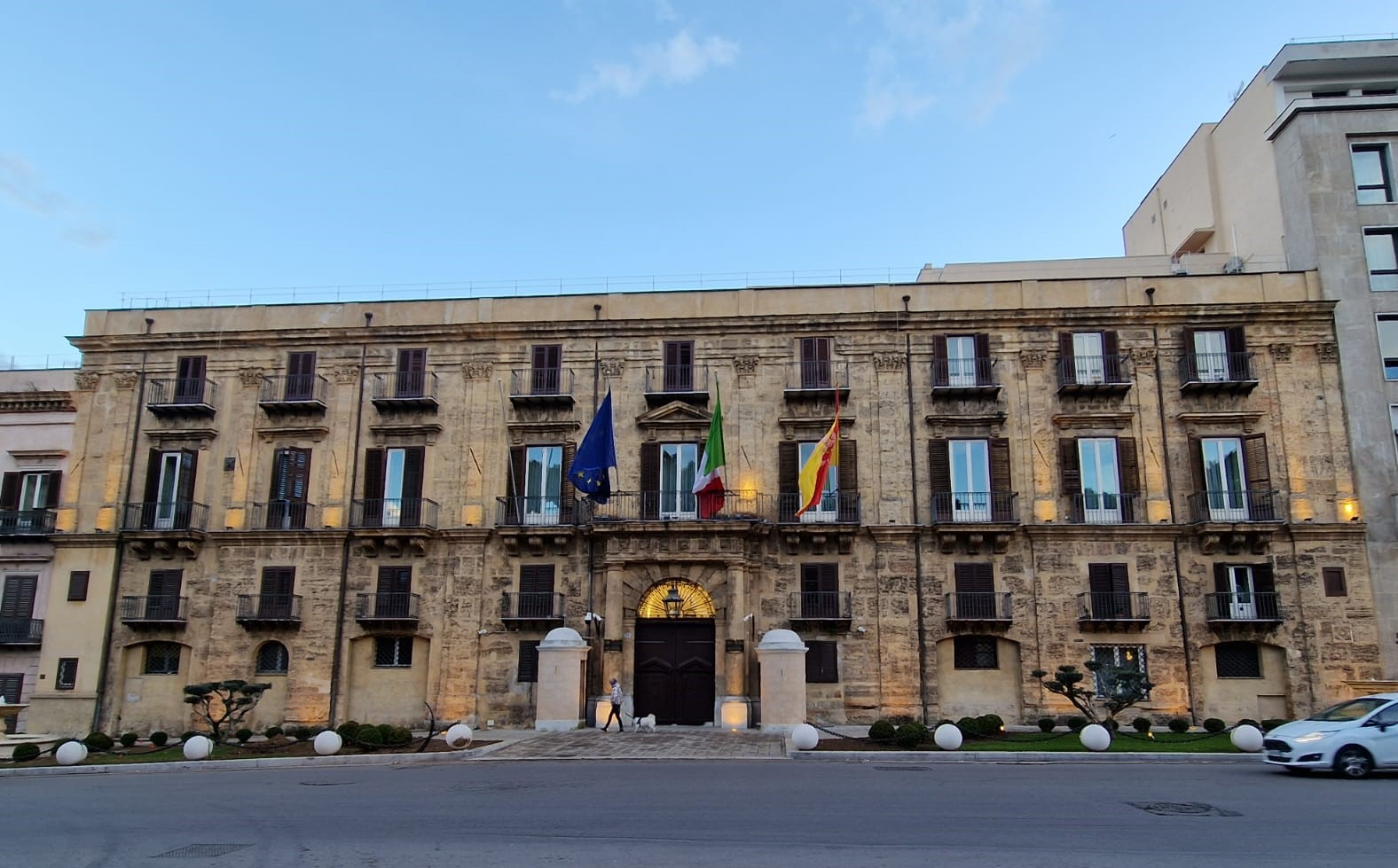
Palazzo d'Orléans, Palermo
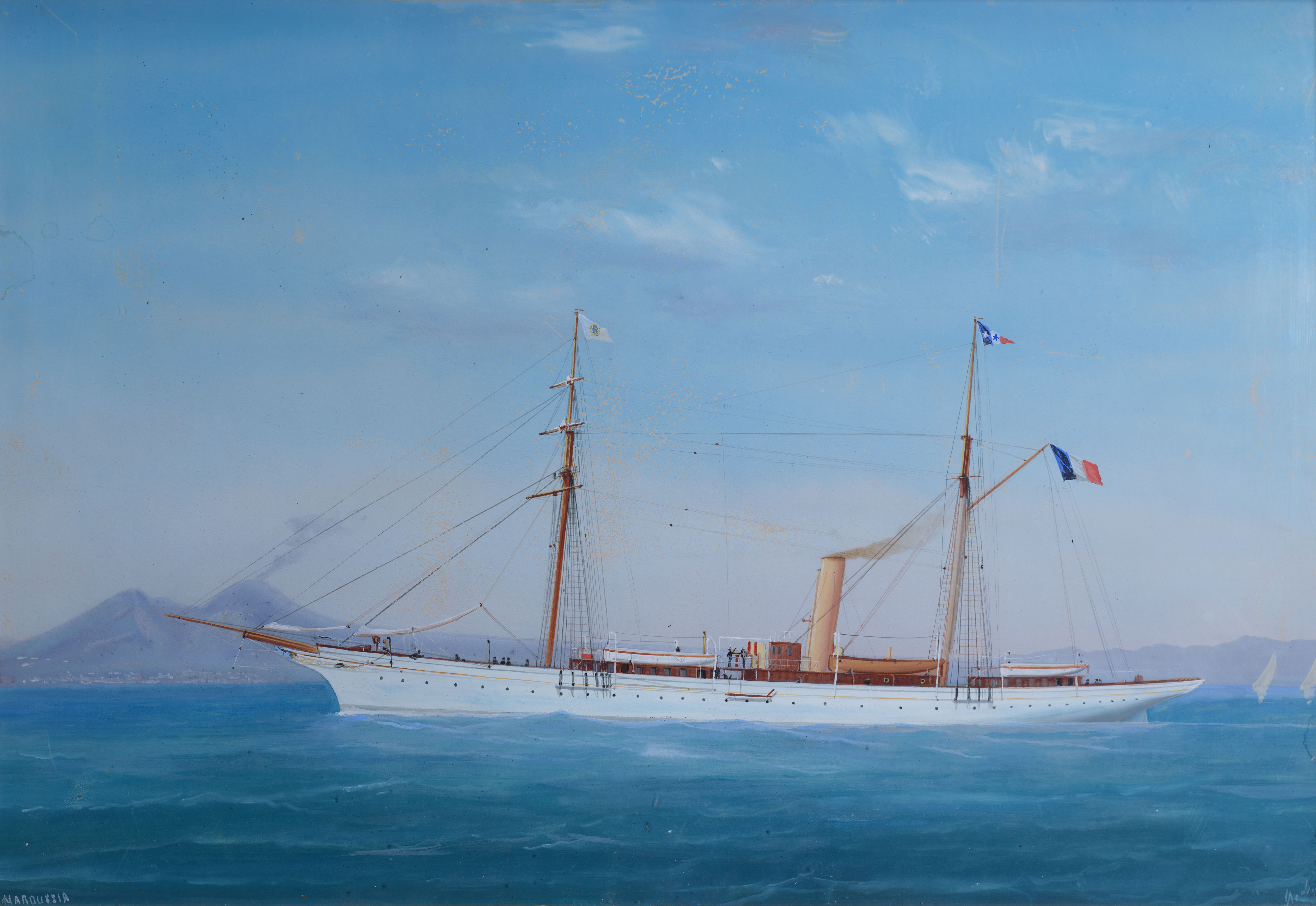
Philippes Yacht Maroussia vor Neapel

## Reisen

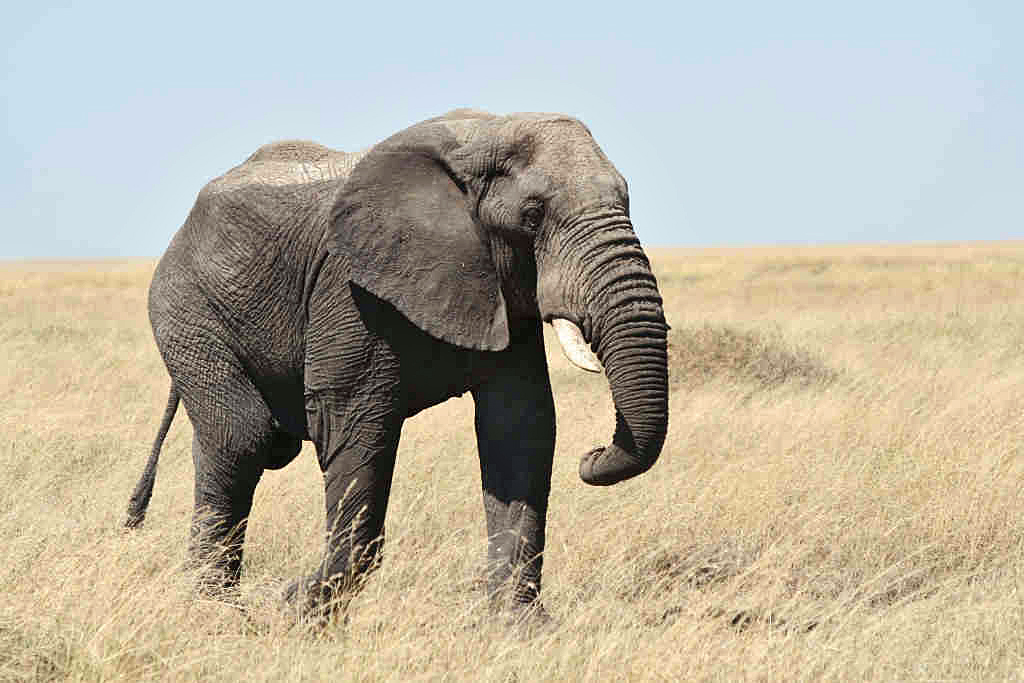
Loxodonta africana in der Serengeti

Philippe d'Orléans widmete sich Zeit seines Lebens Entdeckungsreisen und naturhistorischen Sammlungen. Bereits während seiner englischen Armee-Zeit hatte er in Indien und Nepal gedient.
Nach dem endgültigen Exil bereiste er mit seinem Vater Nordamerika, wobei er unter anderem die Schlachtfelder besuchte, auf denen sein Vater im Sezessionskrieg gekämpft hatte. Es folgten Jagdausflüge in den Kaukasus und nach Afrika. In Dschibuti betrat er französischen Boden; was zu der Anekdote führte, dass er die Verfehlung gegen das Exilgesetz dem französischen Staat selbst anzeigen musste. Der Kolonialbeamte hatte nämlich keine Möglichkeit eines schnellen Postversands und bat Philippe, den Brief zur nächsten Station mitzunehmen. Bei diesen Jagdreisen entdeckte er mit dem Loxodonta africana orleansi eine Unterart des Afrikanischen Elefanten.
Zwischen 1905 und 1909 reiste er mit einem eigenen Schiff dreimal ins Polargebiet (Nowaja Semlja, Färöer) und nach Grönland, wo er zwei neue Gebiete entdeckte: Île de France und Terre de France, das kurz darauf von Dänemark in Terre du duc d’Orléans umbenannt wurde. Für seine Berichte über diese Reise erhielt er die Goldmedaille sowohl der Société de Géographie Frankreichs als auch der Belgiens. Er bereiste Russland und den Kaukasus, 1921 reiste er noch nach Südamerika (Argentinien, Chile) und noch kurz vor seinem Tode besuchte er Somalia und Äthiopien. Im Anschluss an diese letzte Reise ließ er sich in Palermo nieder. Vermutlich in Ägypten hatte er sich die Pocken zugezogen und starb schließlich an einem Lungenödem.

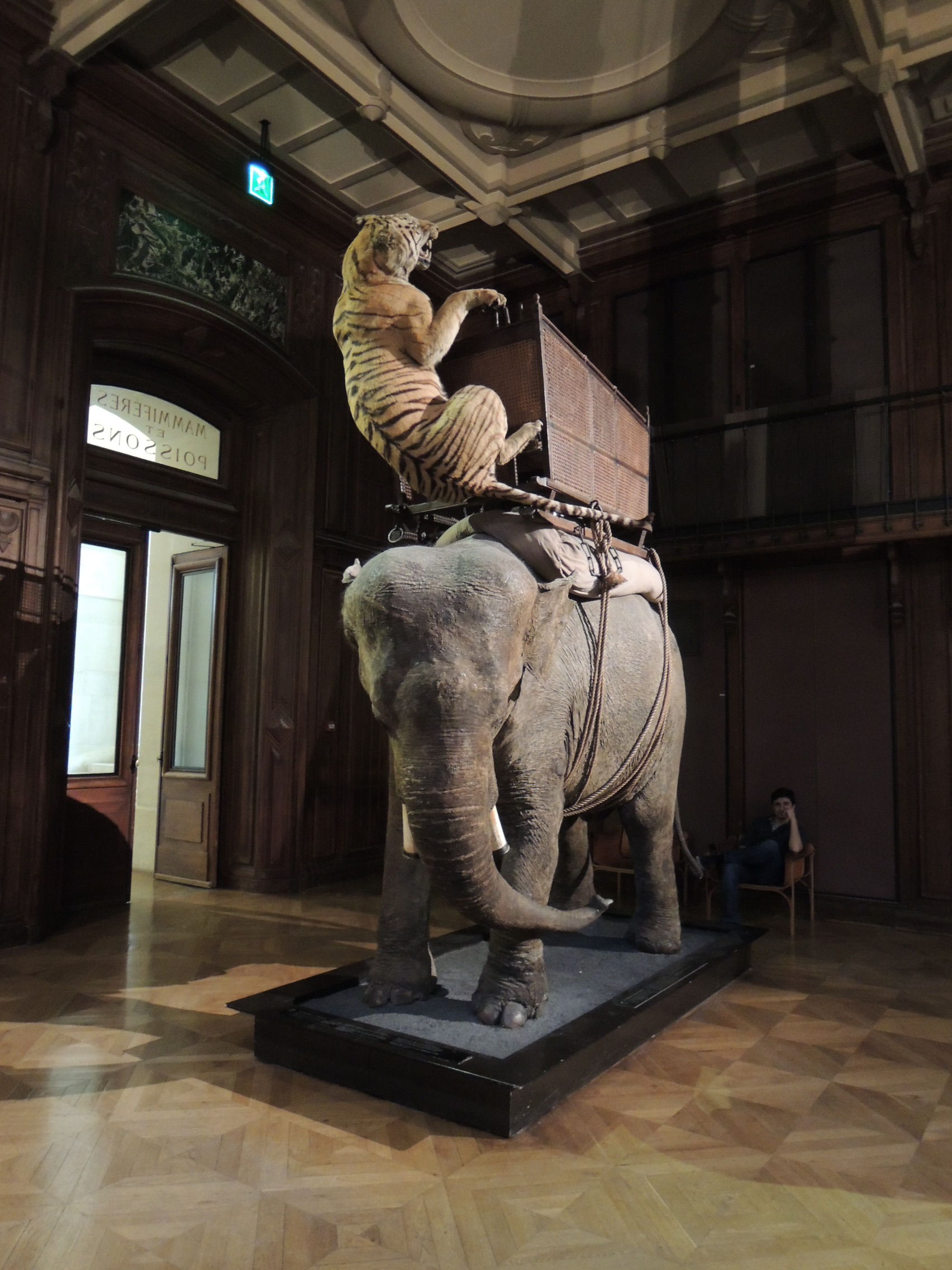
Elefant und Tiger des duc d’Orléans

Auf seinen Reisen sammelte der Herzog von Orléans zahlreiche Jagdtrophäen, die er gewissenhaft naturalisieren ließ und in seinen Schlössern zunächst in England und später in Belgien ausstellte. Es war jedoch der Wunsch des Herzogs, die Trophäen Frankreich zu hinterlassen und seine Schwester, Königin Amelie von Portugal, erfüllte diesen Wunsch, indem sie sie dem Muséum national d’histoire naturelle in Paris übergab. Um sie auszustellen, errichtete das Nationalmuseum in der Rue Buffon eine große Halle, die Galerie Duc d’Orléans, die vom Architekten Weber gebaut und vom royalistischen Bildhauer Maxime Real del Sarte dekoriert wurde. Die Galerie wurde am 22. Dezember 1928 eingeweiht, war jedoch schlecht belüftet: Im Sommer war es sehr heiß und im Winter sehr feucht, die Überreste wurden beschädigt und 1959 mussten die Museumsbehörden die Galerie für die Öffentlichkeit schließen und im folgenden Jahr abreißen. Die wenigen restaurierbaren Überreste wurden in die Grande Galerie de l’Évolution gebracht, wo sie noch heute zu sehen sind.